# Bad as the Boys
"Bad as the Boys" é uma canção da cantora e compositora sueca Tove Lo, com a participação da cantora finlandesa Alma. Foi lançada em 2 de agosto de 2019 como o segundo single do quarto álbum de estúdio de Lo, Sunshine Kitty (2019). Foi composta por Lo ao lado de seus produtores Ludvig Söderberg e Jakob Jerlström, conhecidos coletivamente como The Struts. A canção marca a terceira colaboração entre Lo e Alma, depois de aparecerem juntas no single "Out of My Head" de Charli XCX de 2017, seguindo o remix do single de 2018 de Lo, "Bitches".

## Gravação e promoção
A música foi gravada no MXM Studios em Los Angeles, EUA, House Mouse Studios em Estocolmo, Suécia e Fried Studios em Helsinque, Finlândia. Lo anunciou a música em um clipe postado nas redes sociais em 30 de julho, onde ela cantava uma parte da música a cappella, enquanto as letras apareciam na tela. No dia seguinte, Lo revelou as quatro primeiras faixas de Sunshine Kitty, com "Bad as the Boys" como a faixa de número três.
Tove Lo explicou que a música é sobre sua primeira paixão de verão. No entanto, a garota não está na mesma página sobre o relacionamento, já que Lo parece ter se apaixonado, mas a garota por quem ela se apaixonou só viu isso como uma aventura de verão e está de volta a namorar caras agora. A colaboração com a cantora finlandesa Alma veio naturalmente para Lo. Ela escreveu em um comunicado de imprensa: “Já que estou cantando sobre uma garota, eu queria outra artista feminina que também gostasse de garotas; então eu liguei para Alma. Ela realmente sentiu a música e estava disposta a cantá-la comigo. Ela tem uma voz tão incrível e ela absolutamente arrasou! E ela é foda.”

## Recepção critica
"Bad as the Boys" recebeu críticas geralmente positivas, com críticos elogiando sua produção e letras. Mike Wass do Idolator chamou a faixa de "estrondosa" e "tão boa quanto a prévia sugerida". O escritor da Billboard, Stephen Daw, disse que a música é "uma dança de música pop leve de verão".

## Créditos
Créditos adaptados do Tidal.
- Tove Lo — artista principal, compositora, letrista
- Alma — artista convidada, voz
- Ludvig Söderberg — produtor, compositor, letrista
- Jakob Jerlström — produtor, compositor, letrista
- Șerban Ghenea — mixagem
- John Hanes — mixagem
- Chris Gehringer — masterização
- Rickard Göransson — guitarra baixo
- Mattias Larsson — baixo
- Kalle Keskikuru — engenheiro vocal

## Desempenho nas tabelas musicais
| País — Tabela musical (2019)            | Melhor posição |
| --------------------------------------- | -------------- |
| Nova Zelândia (Hot Singles – RMNZ)      | 14             |
| Suécia (Heatseeker – Sverigetopplistan) | 9              |